# Duhamel (Québec)
Pour les articles homonymes, voir Duhamel.
Duhamel est une municipalité canadienne du Québec située dans la municipalité régionale de comté de Papineau et la région administrative de l'Outaouais. La communauté est nommée en mémoire de Joseph-Thomas Duhamel, deuxième évêque d'Ottawa.
Cette municipalité est principalement reconnue pour le centre touristique du Lac-Simon, située au nord du lac du même nom.

## Histoire

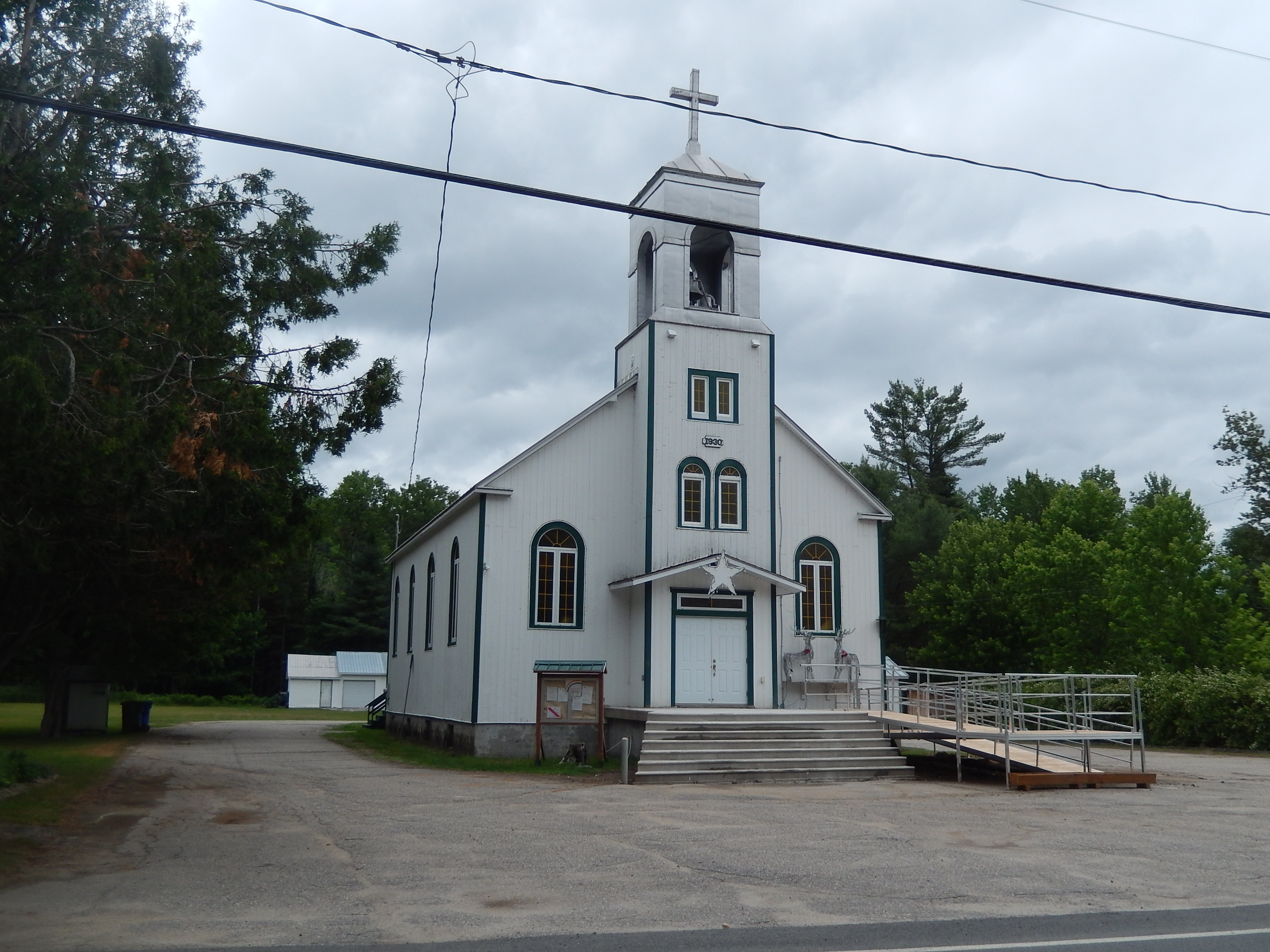
Église Notre-Dame-du-Mont-Carmel.

Au milieu du XIXe siècle, la forêt de l'endroit a été exploitée. Duhamel, alors appelée Preston, fut formée rapidement après que ses premiers colons reçurent leurs terres alors que l'exploitation forestière continuait d'être le facteur dominant de sa colonisation.
En 1888, la mission de Notre-Dame-du-Mont-Carmel fut ouverte. En 1892, le canton de Preston fut formé (nommé d'après Frederick Stanley, 16e comte de Derby, baron de Preston, et gouverneur général du Canada de 1888 à 1893).
Débutant en 1925, la compagnie Singer, bien connue pour ses machines à coudre, construisit un chemin de fer à travers Duhamel reliant Thurso au lac Montjoie (dans le territoire non-organisé de Lac-Ernest). Le chemin de fer fut utilisé jusqu'en 1980 où il fut démantelé et converti en corridor touristique.

### Chronologie municipale
- 15 août 1936: La municipalité de Duhamel a été constituée lors du démembrement de la municipalité des cantons unis de Hartwell-et-Preston.
- 21 décembre 1985: Duhamel annexe une partie du territoire non-organisé de Lac-du-Sourd et de Lac-des-Écorces.
- 10 octobre 1998: Duhamel annexe une grande partie du territoire non-organisé de Lac-des-Écorces.

## Géographie

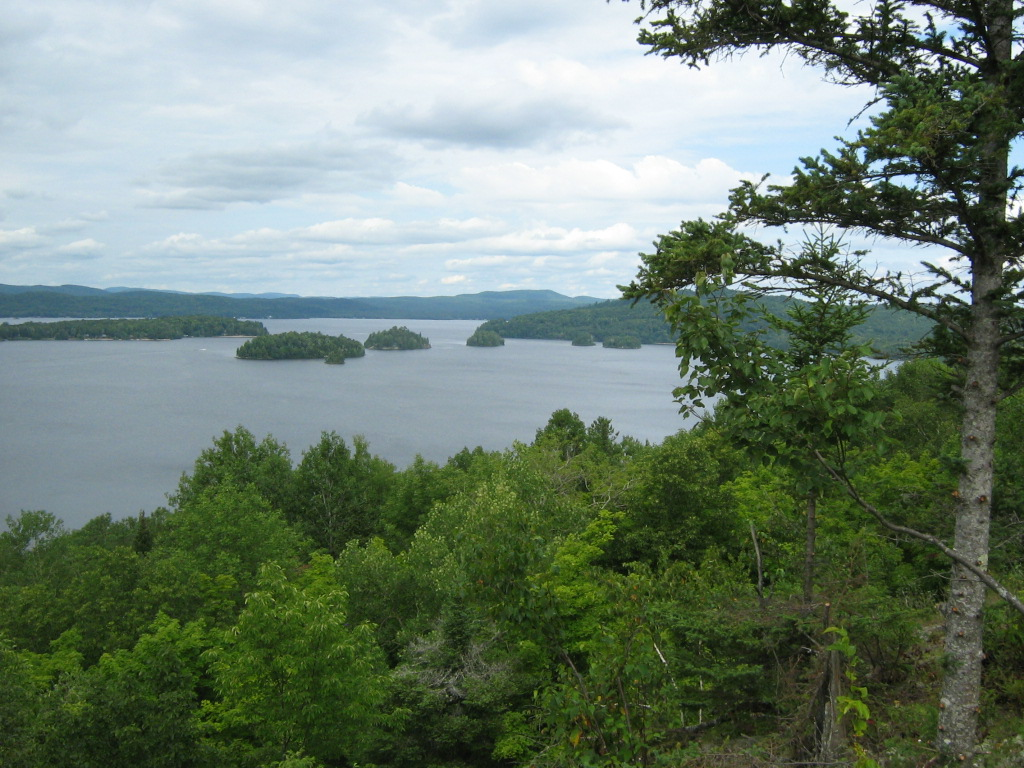
Vue du sud du lac Gagnon à Duhamel.

Duhamel est situé à 50 km au nord de Papineauville, sur les rives de la rivière de la Petite Nation. La municipalité est accessible par la route 321 dont elle sert de terminus nord.
Duhamel est situé dans la Petite-Nation. La majorité du territoire est située sur la roche mère à l'exception de la vallée de la Petite-Nation, entre le lac Simon et le lac Gagnon, qui est une vallée de dépôt fluvio-glaciaire. Le réseau hydrographique va du nord vers le sud suivant la Petite-Nation, à l'exception de la rivière du Sourd qui coule vers l'ouest en direction de la rivière du Lièvre. La municipalité possède quelques lacs de bonne taille : les lacs Simon, Gagnon et Preston. Les principales rivières sont celles de la Petite-Nation, Preston et du Sourd.
À l'origine dans le comté de Papineau, Duhamel est incluse dans la municipalité régionale de comté de Papineau en 1983 et son territoire incluait les cantons de Preston, et de Papineau ainsi qu'une partie du canton de Gagnon.
Une grande partie de l'ouest et du nord de la municipalité fait partie de la réserve faunique de Papineau-Labelle.
La population de Duhamel est principalement concentrée le long de la vallée de la Petite-Nation et des rives des lacs Simon, Gagnon et Doré. L'ouest de la municipalité, qui fait partie de la réserve faunique de Papineau-Labelle, est inhabité.

### Patrimoine naturel
Le territoire de Duhamel protège entre autres la forêt ancienne du Lac-Gagnon, une prucheraie à bouleau jaune qui n'a pas été perturbée depuis 400 ans. Cette forêt de 58 hectares a été désignée écosystème forestier exceptionnel en 2002. La localité contient aussi plusieurs habitats fauniques dont l'aire de confinement du cerf de Virginie de Duhamel qui fait 82,03 km2.

## ¸Démographie
| 1991 | 1996 | 2001 | 2006 | 2011 | 2016 | 2021 |
| ---- | ---- | ---- | ---- | ---- | ---- | ---- |
| 394  | 321  | 361  | 483  | 412  | 430  | 487  |

## Administration

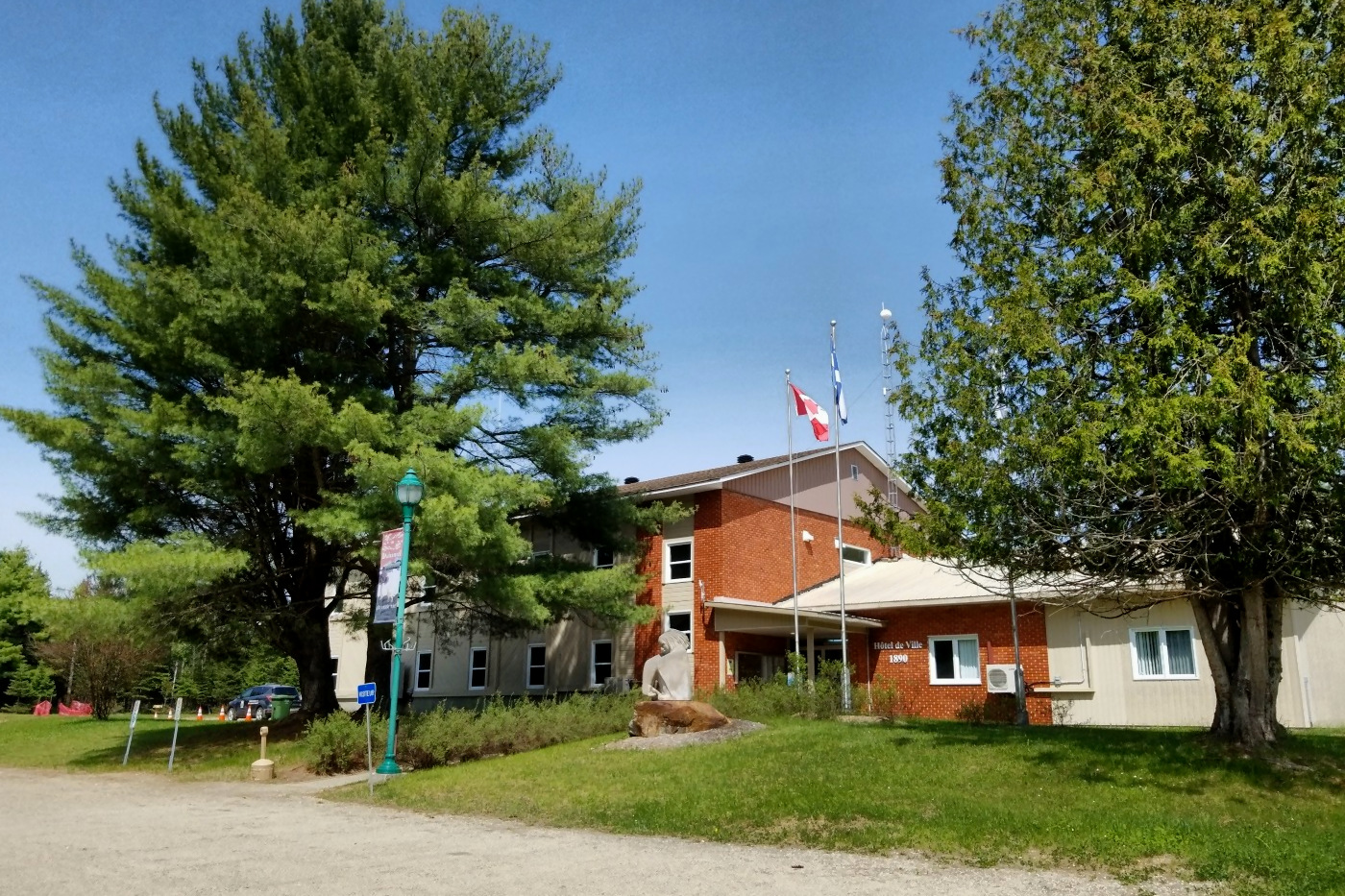
Mairie du Duhamel

Les élections municipales se font en bloc pour le maire et les six conseillers.
| Duhamel Maires depuis 2001                                                                                           |                   |         |          |
| Élection | Maire             | Qualité | Résultat |
| 2001 | Yvon Charlebois   |         | Voir     |
| 2005 | Richard Chartrand |         | Voir     |
| 2009 | David Pharand     |         | Voir     |
| 2013 | David Pharand     | Voir    |          |
| 2017 | David Pharand     | Voir    |          |
| 2021 | David Pharand     | Voir    |          |
| Élection partielle en italique Depuis 2005, les élections sont simultanées dans toutes les municipalités québécoises |                   |         |          |